# پیشینه بناب
بر اساس نشانه‌ها و آثار شناخته شده در شهر بناب، قدمت تاریخ و تمدن این شهر به شش هزار سال
پیش می‌رسد که به احتمال زیاد اولین قوم پروتوترک این محل را به جهت آب و هوای معتدل و بارندگیهای
سالیانه و زمین‌های مسطح و هموار و قرار گرفتن اراضی در دامنه‌های سهند و سواحل دریاچه ارومیه برگزیده باشند.
وضعیت جغرافیائی منطقه و آثار به دست آمده از کاوش‌های محلی نیز با توصیفات شهر تاریخی شیز انطباق دارد. آثار به دست آمده از حفاری‌های قره تپه گزاوشت و قیزلار قلعه سی (قلعه دختران) که یکی از نود و سه تپه باستانی می‌باشند و همچنین وجود سی و شش غار مربوط به یکدیگر (معماری صخره‌ای صور) که نشانگر زندگی‌های دسته جمعی در دوران ماقبل تاریخ است. همچنین کشف آثار قدیمی مانند ظروف سفالین، فلزی و نشانه‌های تمدن شهری تا عمق چند متری زمین، این سابقه طولانی را تأیید می‌کند.

## تپه‌های تاریخی
شهر بناب توسط تپه‌های متعددی احاطه شده‌است. از جمله قره کولوک، تپه قبرستان قدیمی محله مهرآباد، تپه گزاوشت در محله گزوشت، تپه قره چپق و تپه‌های سپیگان، تپه آغاجاری، تپه بابالار، شیزگان تپه، همچنین تپه‌های باستانی که مساجد زرگران، مهرآباد و میدان بر روی این تپه‌ها قرار گرفته‌اند، از دوره اسلامی تا شش هزار سال پیش قدمت دارند.

## گویش بنابی‌ها
حمدالله مستوفی در ۷۴۰ قمری در کتاب نزهة القلوب خود، زبان مردم شهر مراغه را (که بناب در آن دوران از توابع آن بشمار می‌آمد) «پهلوی مغیر» یا «پهلوی معرب» نامیده که منظور همان زبان آذری یا تاتی است.

## آیین بنابی‌ها
وجود مراسم‌های متعدد تاریخی و باستانی در این شهر حاکی از این مطلب است که مردم دارای اعتقادات مذهبی قوی هستند، خصوصاً تعدادی از مساجد (زرگران، مهرآباد، گزاوشت و …) بر روی آتشکده‌های باستانی و تاریخی ساخته شده‌اند.
آیین مردمان بناب از دوران صفویه تا کنون شیعهٔ ۱۲ امامی است.

## بناب و حملهٔ شیخ عبدالله شمزینی
شهرستان بناب بار دیگر در زمان قاجاریه در حمله شیخ عبدالله دچار خسارات سنگینی شد، این حملات از طرف جاده قدیمی محال گاودل و توسط شیخ عبدالله انجام پذیرفت که در نتیجه حصار دروازه جنوبی شهر کاملاً ویران گشت.